# Gustav Adolph Dichman
Gustav Adolph Dichman (18. april 1795 i København – 16. august 1853) var en dansk skolemand, søn af Carl Frederik Dichman.
Efter 1812 at være bleven student fra Metropolitanskole anvendte han det følgende decennium på historiske og filologiske studier, samtidig med at han underviste meget. Han var engageret i tidens åndelige rørelser og var således blandt "Tylvten" i den Baggesenske fejde. I 1822 blev han ansat han som adjunkt på Herlufsholm, og i 1832 blev han forfremmet overlærer. Efter Anders Winding Brorsons død i sommeren 1833 til rektor; som sådan virkede han i 20 år, indtil et slagtilfælde bortrev ham 16. august 1853.
Han blev gift 30. juli 1836 med Caroline Marie Christiane Hesselberg, født 26. februar 1812 i Nestelsø, hvor hendes fader, Abraham Hesselberg, var præst. 